# George Harmon Coxe
Pour les articles homonymes, voir Coxe.
George Harmon Coxe (Olean, New York, 23 avril 1901 - Old Lyme, Connecticut, 30 janvier 1984) est un scénariste et un écrivain américain de roman policier.

## Biographie
Après des études supérieures à l'Université Purdue en Indiana, puis à l'Université Cornell à Ithaca, dans l'État de New York, George Harmon Coxe devient reporter pour des journaux californiens et new-yorkais, avant de travailler dans une agence de publicité à Cambridge au Massachusetts de 1927 à 1932. Il publie dès 1922 quelques nouvelles dans des magazines, mais se lance vraiment dans l'écriture de nouvelles policières à partir de 1932.
En 1934, il publie dans Black Mask la nouvelle Return Engagement où apparaît son héros le plus connu, Jack Casey, surnommé « Flash » ou « Flashgun », un photographe qui, comme tous les professionnels du métier à son époque, prend des clichés grâce à un flash au magnésium. Or, pour lui, une photo est souvent le début d'une enquête, car il se targue d'être un excellent détective amateur. Homme grand et gros, Casey a des yeux noirs, les tempes grisonnantes et des poings énormes, dont il préfère pourtant ne pas se servir. Archétype du "tough guy" sentimental et intelligent, il se plaît à démasquer les coupables pour les remettre entre les mains de la police, dont les agents ont essayé en vain de lui mettre des bâtons dans les roues. Vingt-deux nouvelles et cinq romans racontent les exploits de Casey, incarné au cinéma par Stuart Erwin dans Women Are Trouble de Errol Taggart (en) en 1936 et par Eric Linden dans Here's Flash Casey (en) de Lynn Shores (en) en 1938. Le personnage devient ensuite la figure centrale d'une populaire série radiophonique, Casey, Crime Photographer, de 1943 à 1950, avant de connaître les honneurs d'une série télévisée, Crime Photographer (1951-1952), en partie réalisée par le jeune Sidney Lumet, avec Richard Carlyle, remplacé après quelques épisodes par Darren McGavin.
Kent Murdock, l'autre héros de George Harmon Coxe, est également détective amateur et photographe pour les pages criminelles d'un journal à grand tirage. Avec sa brillante femme, Joyce, et parfois secondé de son collègue et ami Jack Fenner, il enquête dans une vingtaine de romans et une poignée de nouvelles. Lew Ayres a interprété Murdock au cinéma dans Murder with Pictures (1936) de Charles Barton sur un scénario de Harmon Coxe. Ce dernier travaille en effet à Hollywood, entre 1936 et 1938, puis en 1944, pour le compte des studios Paramount et MGM. Il y signe quelques scénarios, notamment celui du Retour d'Arsène Lupin (1938) de George Fitzmaurice, avec Melvyn Douglas.
Très estimé par ses pairs, George Harmon Coxe reçoit en 1964 le Grand Master Award du Mystery Writers of America.

## Œuvre

### SérieJack "Flash" Casey

#### Romans
- Silent are the Dead (1942)
- Murder for Two (1943), d'abord paru en deux livraisons sous le titre Blood on the Lens dans Black Mask (janvier 1943)
- Error of Judgement (1961) Publié en français sous le titre Chantages en 45 tours, Paris, Fayard, coll. L'Aventure criminelle no 159, 1963
- The Man Who Died Too Soon (1962) Publié en français sous le titre Testament d'un photographe, Paris, Fayard, coll. L'Aventure criminelle no 197, 1965
- Deadly Image (1964)

#### Nouvelles (parues dansBlack Mask)
- Return Engagement (mars 1934)
- Special Assignment (avril 1934)
- Two-Man Job (mai 1934)
- Push-Over (juin 1934)
- Hot Delivery (juillet 1934)
- Mixed Drinks (août 1934)
- Pinch-Hitters (septembre 1934)
- Murder Picture (janvier 1935)
- Casey Detective (février 1935)
- Earned Reward, nouvelle publiée ultérieurement sous le titre Reward for Survivors (mars 1935) Publiée en français sous le titre À qui la prime, Paris, Fayard, Le Saint détective magazine no 55, septembre 1959
- Women Are Trouble (avril 1935)
- Thirty Tickets to Win (juin 1935)
- Buried Evidence, nouvelle publiée ultérieurement sous le titre Guns in Action (juillet 1935) Publiée en français sous le titre Le Message du mort, Paris, Fayard, Le Saint détective magazine no 62, avril 1960
- Mr. Casey Flashgun's Murder (octobre 1935)
- Portrait of Murder (février 1936) Publiée en français sous le titre En trois flash, Paris, Fayard, Le Saint détective magazine no 9, novembre 1955
- Murder Mixup (mai 1936)
- Fall Guy (juin 1936)
- Too Many Women (septembre 1936) Publiée en français sous le titre Trop de femmes, Paris, Fayard, Le Saint détective magazine no 113, juillet 1964
- Casey and the Blond Wren (août 1940)
- Once Around the Clock (mai 1941) Publiée en français sous le titre Le Tour du cadran, dans Les Durs à cuir, vol. 2, Paris, Gallimard, Série noire no 1747, 1979
- Killers Are Camera Shy (septembre 1941)
- Murder in the Red (juin 1942)

#### Recueil de nouvelles
- Flash Casey, Photographer ou FC, Hardboiled Dectective (1946), recueil de nouvelles qui reprend quatre nouvelles parues dans Black Mask

### SérieKent Murdock(avecJack Fennerdans les titres suivis d'un +)
- Murder with Pictures (1935) +
- The Barotique Mystery ou Murdock's Acid Test (1936) + Publié en français sous le titre L'Île sanglante, Paris, Éditions R. Simon, coll. Police-Secours, 1938
- The Camera Clue (1937) +
- Four Frightened Women ou The Frightened Woman (1939) + Publié en français sous le titre Quatre femmes dans l'épouvante, Paris, Éditions R. Simon, coll. Police-Secours, 1941
- The Glass Triangle (1940)
- Mrs. Murdock Takes a Case (1941)
- The Charred Witness (1942) +
- The Jade Venus (1945)
- The Fifth Key (1947) Publié en français sous le titre La Cinquième Clé, Paris, Librairie des Champs-Élysées, coll. Le Masque no 386, 1951 ; réédition, Paris, Librairie des Champs-Élysées, coll. Club des Masques no 250, 1975
- The Hollow Needle (1948)
- Lady Killer (1949)
- Eye Witness (1950) Publié en français sous le titre Et son crâne éclata, Paris, Éditions Mondiales, coll. Le Basilic rouge no 11, 1951
- The Widow Had a Gun (1951)
- The Crimson Clue (1953)
- Focus on Murder (1954) Publié en français sous le titre Meurtres en noir et blanc, Bruxelles, Dupuis, coll. Mi-Nuit no 7, 1966
- Murder on Their Minds (1957) Publié en français sous le titre Le journaliste veut savoir, Paris, Librairie des Champs-Élysées, coll. Le Masque no 676, 1960
- The Big Gamble (1958)
- The Last Commandment (1960) + Publié en français sous le titre La Dernière Volonté, Paris, Fayard, coll. L'Aventure criminelle no 128, 1962
- The Hidden Key (1963) +
- The Reluctant Heiress (1965)
- An Easy Way to Go (1969)
- Fenner (1971) +
- The Silent Witness (1973) +
- No Place for Murder (1975), roman avec Jack Fenner seul

### SérieMax Hale
- Murder for the Asking (1939)
- The Lady is Afraid (1940)

### SérieSam Crombie
- The Frightened Fiancée (1950) Publié en français sous le titre Son quatrième fiancé, Paris, Fayard, coll. L'Aventure criminelle no 145, 1963
- The Impetuous Mistress (1958) Publié en français sous le titre L'Impérieuse Maîtresse, Paris, Fayard, coll. L'Aventure criminelle no 134, 1962

### Autres romans
- No Time to Kill (1941)
- Assignment in Guiana (1942)
- Alias the Dead (1943)
- Murder in Havana (1943) Publié en français sous le titre Meurtre à La Havane, Paris, S.E.P.E., coll. Le Bandeau noir, 1946
- The Groom Lay Dead (1944)
- Woman at Bay (1945)
- Dangerous Legacy (1946)
- Fashioned for Murder (1947) Publié en français sous le titre Parée pour le crime, Paris, Éditions Mondiales, coll. Le Basilic rouge no 7, 1951
- Venturous Lady (1948)
- Inland Passage (1949) Publié en français sous le titre Un yacht... 3 cadavres, Paris, Éditions Mondiales, coll. Le Basilic rouge no 3, 1950
- The Man Who Died Twice (1951)
- Never Bet Your Life (1952)
- Uninvited Guest (1953)
- Death at the Isthmus (1954)
- Top Assignment (1955)
- Man on a Rope (1956)
- Suddenly a Widow (1956)
- One Minute Past Eight (1957) Publié en français sous le titre Voyage d'affaires à Caracas, Paris, Fayard, coll. L'Aventure criminelle no 168, 1964
- Slack Tide (1959)
- One Way Out (1960)
- Moment of Violence (1961)
- Mission of Fear (1962) Publié en français sous le titre Un mort très embêtant, Paris, Fayard, coll. L'Aventure criminelle no 175, 1964
- One Hour to Kill (1963)
- With Intent to Kill (1965)
- The Ring of Truth (1966)
- The Candid Imposter (1968)
- Double Identity (1970)
- Woman With a Gun (1972)
- The Inside Man (1974)

### Nouvelles
- No Provisions for Picnics (1922)
- Time to a T (1923)
- Special Delivery (1932)
- No Word, No Pay (1932)
- Stop Sign (1932)
- Bad Medecine (1932)
- Invited Witness (1933) Publiée en français sous le titre Épreuve de tir, Paris, Opta, L'Anthologie du Mystère no 1, 1961
- When a Cop's a Good Cop (1934)
- Murder Date (1935)
- Murder Set-Up (1935)
- Murder Touch (1935)
- Ungallant Evidence (1935)
- You Gotta Be Tough (1936) Publiée en français sous le titre Il faut être dur pour durer, Paris, Opta, Mystère Magazine no 137, juin 1959 Publié en français dans une autre traduction sous le titre Une rude journée, Fayard, Le Saint détective magazine no 93, novembre 1963
- Letters are Poison (1936)
- Trouble for Two (1936)
- Double or Nothing (1936)
- Going My Way? (1936) Publiée en français sous le titre L'Inconnu de la route, Paris, Opta, Mystère Magazine no 78, juillet 1954
- Death is a Gambler (1939)
- The Simplicity of the Act ou Boy, Are You Lucky (1941) Publiée en français sous le titre C'est tellement simple, Paris, Opta, Mystère Magazine no 201, octobre 1964
- Alias the Killer (1944) Publiée en français sous le titre On l'appelait le "Tueur", Paris, Fayard, Le Saint détective magazine no 16, juin 1956
- The Unvolved Corpse (1945)
- The Canary Sang (1946)
- The Fourth Visitor (1946)
- The Painted Nail (1946) Publiée en français sous le titre L'Oncle cassé, Paris, Fayard, Le Saint détective magazine no 7, septembre 1955
- The Doctor Takes a Case (1946)
- The Doctor Makes it Murder (1946)
- Seed of Suspicion ou Speak no evil (1947) Publiée en français sous le titre Comment naît un soupçon, Paris, Opta, L'Anthologie du Mystère no 15, 1972
- Observe and Remember (1948)
- No Loose Ends (1948)
- Circumstantial Evidence (1949) Publiée en français sous le titre Faisceau de présomptions, Paris, Opta, L'Anthologie du Mystère no 6, mars 1965
- Black Target (1951)
- The Fatal Hour (1951)
- Weapon of Fear (1952)
- The Captive-Bride Murders (1953)
- Courage isn’t Everything (1957)
- When a Wife is Murdered (1957) Publiée en français sous le titre Le Suspect numéro un, Paris, Opta, Mystère Magazine no 179, décembre 1962
- Two Minute Alibi (1958) Publiée en français sous le titre Un alibi de deux minutes, Paris, Opta, Mystère Magazine no 139, août 1959
- A Routine Night’s Work (1958) Publiée en français sous le titre Une nuit parmi tant d'autres, Paris, Opta, Mystère Magazine no 154, novembre 1960
- There’s Still Tomorrow (1958) Publiée en français sous le titre Demain il fera jour, Paris, Opta, Mystère Magazine no 151, août 1960
- A Neat and Tidy Job (1960) Publiée en français sous le titre Un travail net et soigné, Paris, Opta, Mystère Magazine no 170, mars 1962
- The Barbados Beach House (1961)
- The Cop Killer (1962) Publiée en français sous le titre Tueur en uniforme, Paris, Opta, Mystère Magazine no 183, avril 1963
- The Girl in the Melody Lounge (1963)